# 馬德里—托萊多高速鐵路
馬德里－托萊多高速鐵路（西班牙語：Línea de alta velocidad La Sagra-Toledo）是連接馬德里至托萊多的高速鐵路，全長只有74公里。此線於2005年通車。

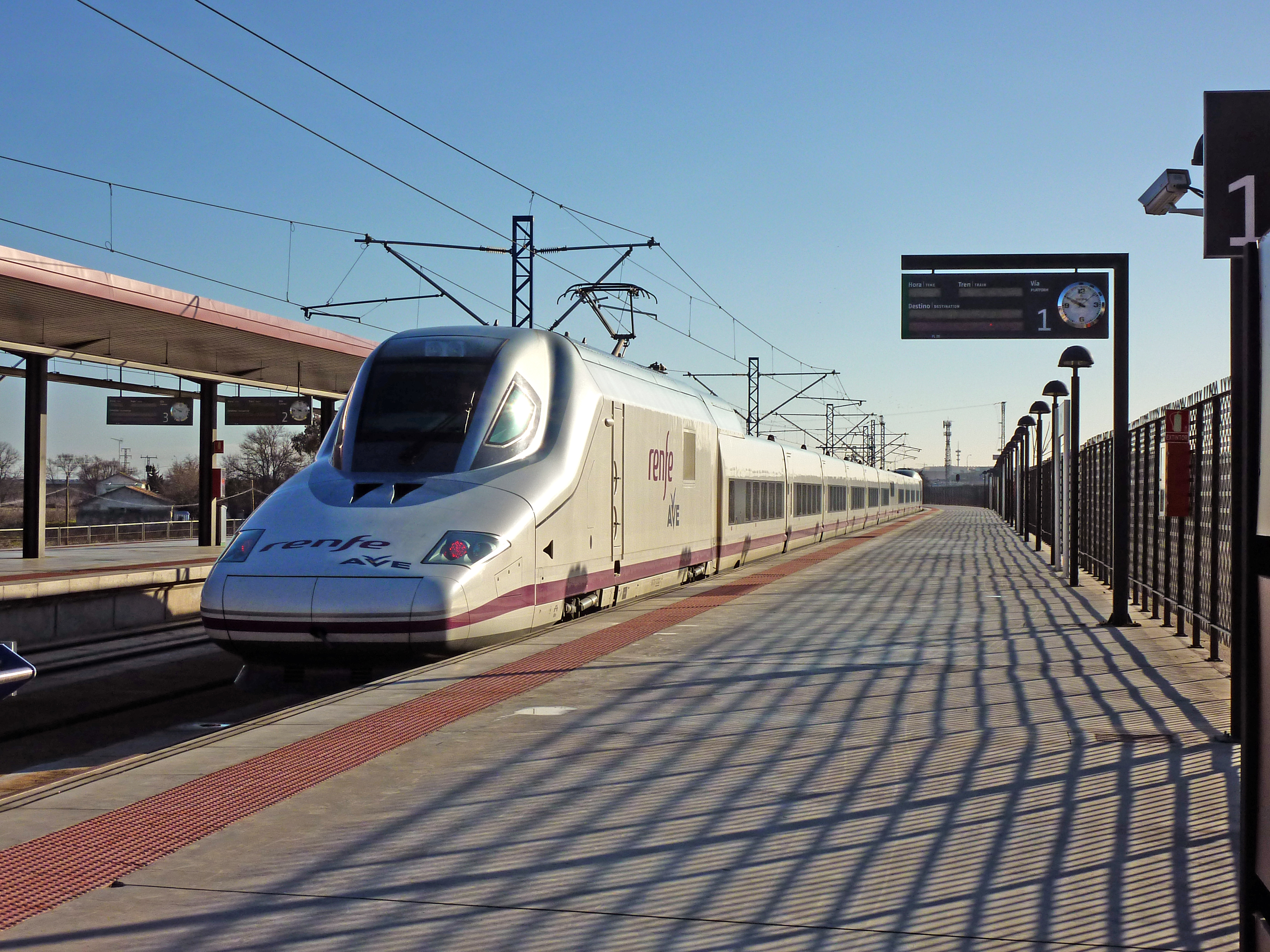
AVE列車112型於2011年進入托萊多站。此型號列車於幾個月後不再在此線上行駛。

## 路線
此線頭53公里與馬德里－西維爾高速鐵路共線。由拉薩格拉起，開往托萊多的列車分岔，行駛21公里後到達托萊多站，需時30分鐘。

## 特徵
新線設計時速為270公里/小時，也是馬德里－西維爾高速鐵路的最高時速限制。與其他西班牙高鐵相同，此線採用標準軌和交流電25 kV供電。